# تونلینگ
اثر تونلینگ (Tunneling) یک پدیده کوانتومی است که در فیزیک ذرات مشاهده می‌شود. این پدیده به ذرات کوانتومی اجازه می‌دهد که به صورت مستقیم از یک منطقه‌ای به منطقه‌ای دیگر عبور کنند، بدون اینکه از مانعی که معمولاً برای آنها غیرممکن است بگذرند.
در مکانیک کوانتومی، ذرات مانند الکترون‌ها موجود در یک میدان پتانسیل، به وضوح تعریف شده‌اند و به‌طور کلاسیک، اگر انرژی ذره کم‌تر از بالاترین انرژی پتانسیل باشد، ذره نمی‌تواند آن را ترک کند. اما در مکانیک کوانتومی، حالت موج ذره نسبت به میدان پتانسیل پراکنده می‌شود و احتمال اینکه ذره در منطقه‌های مختلف قرار گیرد، مشخص می‌شود.
اثر تونلینگ وقتی رخ می‌دهد که حالت موج ذره با یک مانع پتانسیلی برخورد کند که انرژی ذره کم‌تر از بالاترین انرژی پتانسیل آن باشد. با این حال، حتی در این شرایط، احتمال اینکه ذره از مانع عبور کند و در منطقه دیگر ظاهر شود، به صورت مضاعف کردن احتمال توجه به عرض موج ذره در هر دو طرف مانع، امکان‌پذیر است.
اثر تونلینگ در مکانیک کوانتومی بسیار مهم است و در بسیاری از پدیده‌ها و نظریه‌ها مورد استفاده قرار می‌گیرد، از جمله در نانوتکنولوژی، فیزیک هسته‌ای، الکترونیک کوانتومی و میکرواسکوپی الکترونی.
در روش‌های رایج رشد نانوذرات، یک گاز حاوی ترکیبات شیمیایی لازم برای تشکیل نانوذرات به سمت یک سطح جامد هدایت می‌شود. این سطح جامد معمولاً شامل یک مانع پتانسیلی است که برای ذرات بزرگتر از اندازهٔ مشخصی غیرقابل عبور است.
اما وقتی ذرات کوچک‌تر، مانند نانوذرات، با مانع پتانسیلی برخورد می‌کنند، اثر تونلینگ به آنها کمک می‌کند تا از طریق آن عبور کنند. این به معنای این است که حتی اگر اندازهٔ نانوذرات بزرگتر از اندازهٔ تئوری پتانسیل باشد، با این حال احتمال اینکه ذره از مانع عبور کند، وجود دارد.
با استفاده از اثر تونلینگ، نانوذرات کوچکتر و دقیق‌تر می‌توانند از طریق مانع پتانسیلی عبور کنند و روی سطح جامد رشد کنند. به عبارت دیگر، این پدیده به نانوذرات اجازه می‌دهد که به جای اینکه در ابتدا روی مانع تغلیظ شده و بزرگتر شوند، به صورت مستقیم بر روی سطح جامد رشد کنند. این امر باعث می‌شود که نانوذرات به شکل و اندازهٔ دقیق‌تری برای کاربردهای خاصی مانند نانوالکترودها، نانوسنسورها و تراشه‌های نانویی رشد کنند.
همچنین، اثر تونلینگ می‌تواند تأثیری در تغییر شکل نانوذرات در طول رشد آنها داشته باشد. با تنظیم پارامترهای مربوط به مانع پتانسیلی، می‌توان شکل نهایی نانوذرات را تنظیم کرد. به عنوان مثال، با ایجاد یک مانع با تغییرات پتانسیلی در طول سطح جامد، می‌توان نانوذراتی با شکل‌های خاص مانند نانوسیم‌ها، نانوتشکیلات و ساختارهای پیچیده‌تر را به دست آورد.

## کاربرد و ارتباط نانولوژی با این پدیده در چیست؟
به عنوان یک پدیده کوانتومی، اثر تونلینگ در نانوتکنولوژی نقش مهمی ایفا می‌کند. در زیر تعدادی از کاربردهای اثر تونلینگ در این حوزه را بررسی خواهیم کرد:
1. رشد نانوذرات: اثر تونلینگ در رشد نانوذرات بسیار مهم است. در روش‌هایی مانند رشد بخار شیمیایی (Chemical Vapor Deposition)، جریان گازها از طریق یک مانع تونلینگ می‌کند و به سطح جامد برخورد می‌کند. این امر به رشد نانوذرات با اندازه و شکل دقیق کمک می‌کند.
2. تونلینگ الکترون: اثر تونلینگ در الکترونیک نانوی نقش بسزایی دارد. در ترانزیستورهای نانو، الکترون‌ها به صورت تونلینگ از یک ناحیه به ناحیه دیگر درون ساختارهای نازک می‌توانند عبور کنند. این امر منجر به افزایش سرعت عملکرد ترانزیستور و کاهش اندازه آنها می‌شود.
3. میکرواسکوپی الکترونی: در میکرواسکوپ‌های الکترونی نیز اثر تونلینگ استفاده می‌شود. الکترون‌ها می‌توانند از طریق یک ناحیه باریک عبور کنند و تصاویر با رزولوشن بسیار بالا از اجسام نانوساختارها را ارائه دهند.
4. نانوسنسورها: در ساخت نانوسنسورها نیز اثر تونلینگ به کار می‌رود. این سنسورها توانایی تشخیص و اندازه‌گیری ویژگی‌های نانومتری مانند دما، فشار، رطوبت و غیره را دارا می‌باشند. اثر تونلینگ در عبور اجزای الکترونیکی سنسور از طریق باریکه‌های نازک و تغییر جریان الکتریکی ناشی از آن، به دقت و حساسیت بالایی در اندازه‌گیری‌ها منجر می‌شود.
5. حافظه فلش: در حافظه‌های فلش نیز اثر تونلینگ به کار می‌رود. در این نوع حافظه، اطلاعات با استفاده از جریان الکتریکی و عبور الکترون‌ها ازترانزیستورهای فلش درون ساختارهای نازکی ذخیره می‌شوند. الکترون‌ها با استفاده از اثر تونلینگ می‌توانند از منطقهٔ یکسانی به منطقهٔ دیگر حرکت کنند، و این ویژگی به آنها امکان می‌دهد که در حالت روشن یا خاموش قرار گیرند و اطلاعات ذخیره شود.
6. این تنها چند مثال از کاربردهای اثر تونلینگ در نانوتکنولوژی هستند. این پدیده در سایر زمینه‌های نانوتکنولوژی نیز به‌طور گسترده مورد استفاده قرار می‌گیرد و نقش مهمی در پیشرفت و توسعهٔ فناوری‌های نانویی ایفا می‌کند.

## اثر تونلینگ در فیزیک کوانتومی و مکانیک کوانتومی چگونه است؟
منجمله کاربردهایی مانند:
1. الکترونیک نانوساختارها: اثر تونلینگ در فناوری الکترونیک نانوساختارها بسیار مهم است. در این حوزه، اثر تونلینگ به الکترون‌ها اجازه می‌دهد تا از طریق باریکه‌ها، پلکان‌های نانومتری و حاجزهای بالاجتماعی عبور کنند. این امر به ساخت ترانزیستورها و تراشه‌های نانویی با اندازه‌های کوچکتر و کارایی بیشتر کمک می‌کند.
2. خودروهای الکتریکی و باتری‌ها: در باتری‌ها و خودروهای الکتریکی، اثر تونلینگ برای انتقال الکترون‌ها از طریق لایه‌های مواد هدایت‌کننده بسیار مهم است. این اثر به الکترون‌ها امکان می‌دهد که از طریق لایه‌های مواد عایق عبور کنند و به تولید جریان الکتریکی و انباشت بار الکتریکی در باتری‌ها کمک کند.
3. میکروسکوپ‌های نوری و الکترونی: در میکروسکوپ‌های نوری و الکترونی، اثر تونلینگ استفاده می‌شود تا تصاویر با رزولوشن بالا از ساختارهای نانومتری و اتمی به دست آید. این امر به محققان اجازه می‌دهد تا سطوح و ساختارهای کوچک را به صورت مستقیم مشاهده کنند.
4. کاتالیزورهای نانوذرات: اثر تونلینگ در کاتالیزورهای نانوذرات نقش مهمی دارد. این اثر به مولکول‌ها و ذرات کوچک اجازه می‌دهد تا به سطح کاتالیزور نانوذرات نفوذ کنند و واکنش‌ها را روی سطح کاتالیزور فعال کنند. این کاربرد در صنایع شیمیایی، پتروشیمی و ساخت مواد شیمیایی استفاده می‌شود.
5. رایانش کوانتومی: در رایانش کوانتومی، اثر تونلینگ برای انتقال اطلاعات بین کیوبیت‌ها (واحدهای پردازشی کوانتومی) استفاده می‌شود. این امر به کیوبیت‌ها امکان می‌دهد که از طریق حاجزهای پتانسیلی عبور کنند و با هم تعامل داشته باشند. این کاربرد برای ایجاد الگوریتم‌های کوانتومی و حل مسائل پیچیده به‌طور سریع و بهینه استفاده می‌شود.
6. میکروسکوپ‌های نوری و الکترونی: در میکروسکوپ‌های نوری و الکترونی، اثر تونلینگ استفاده می‌شود تا تصاویر با رزولوشن بالا از ساختارهای نانومتری و اتمی به دست آید. این امر به محققان اجازه می‌دهد تا سطوح و ساختارهای کوچک را به صورت مستقیم مشاهده کنند و به تحلیل و بررسی مواد و ساختارهای نانومتری بپردازند.
7. نقل و انتقال الکترون در مواد نانوساختاری: در مواد نانوساختاری، اثر تونلینگ برای نقل و انتقال الکترون به صورت مستقیم در حاجزهای پتانسیلی استفاده می‌شود. این امر به الکترون‌ها اجازه می‌دهد تا از طریق لایه‌های مواد عایق عبور کنند و در اتصالات الکترونیکی و ترانزیستورهای نانوساختاری استفاده شوند.
8. انتقال بار الکتریکی در باتری‌ها: در باتری‌ها، اثر تونلینگ در انتقال بار الکتریکی بین لایه‌های مواد مختلف استفاده می‌شود. این امر به الکترون‌ها و یون‌ها اجازه می‌دهد تا از طریق لایه‌های عایق عبور کنند و جریان الکتریکی را در باتری تشکیل دهند.
9. کاتالیزورهای نانوذرات:

در کاتالیزورهای نانوذرات، اثر تونلینگ به ذرات مولکولی اجازه می‌دهد تا از طریق سطح کاتالیزور عبور کنند و واکنش‌های شیمیایی را فعال کنند.

## پارامترهای دیگر
در زیر به برخی از جنبه‌های اصلی این پدیده اشاره می‌شود.
- انتقال ذرات و مولکول‌ها: اثر تونلینگ به ذرات و مولکول‌ها اجازه می‌دهد تا به صورت تونلینگی از طریق سطح کاتالیزور عبور کنند. این امر به ذرات مولکولی با اندازه‌های بزرگتر از حفرات و شکاف‌های سطح کاتالیزور اجازه می‌دهد تا به سطح دسترسی پیدا کنند و در واکنش‌های شیمیایی شرکت کنند. این ویژگی می‌تواند منجر به بهبود کاتالیز و افزایش سرعت واکنش‌های شیمیایی شود.
- رفتار کوانتومی ذرات: اثر تونلینگ در کاتالیزورهای نانوذرات به ذرات کوچک و مولکول‌ها امکان می‌دهد که رفتار کوانتومی نشان دهند. ذرات کوچک ممکن است به صورت همزمان در دو منطقه مختلف سطح کاتالیزور حضور داشته باشند و در واکنش‌های شیمیایی شرکت کنند. این رفتار کوانتومی می‌تواند بهبود کاتالیز و افزایش انتخاب‌پذیری واکنش‌ها را به همراه داشته باشد.
- تسهیل حرکت ذرات: اثر تونلینگ در کاتالیزورهای نانوذرات به ذرات و مولکول‌ها اجازه می‌دهد تا به صورت تونلینگی از موانع پتانسیلی عبور کنند و حرکت خود را ادامه دهند. این امر می‌تواند مانع از رویکردن ذرات در سطح کاتالیزور شود و بهبود مسیر حرکت ذرات را فراهم کند. این ویژگی می‌تواند سرعت واکنش‌های شیمیایی را افزایش دهد و به بهبود عملکرد کاتالیزورهای نانوذرات کمک کند.
- تشدید تعاملات سطحی: اثر تونلینگ در کاتالیزورهای نانوذرات می‌تواند به تشدید تعاملات سطحی بین ذرات کاتالیزور و مولکول‌های واکنش کمک کند. وقتی ذرات و مولکول‌ها به صورت تونلینگی از سطح کاتالیزور عبور می‌کنند، این تعاملات سطحی قدرتمندتر و مؤثرتر خواهشود. این تعاملات می‌توانند برای فعال‌سازی واکنش‌ها، افزایش انتخاب‌پذیری واکنش‌ها، و حتی کاهش انرژی فعال‌سازی مورد استفاده قرار بگیرند.

## ترکیب و استفاده چگونه است؟
برای استفاده مؤثر از اثر تونلینگ در کاتالیزورهای نانوذرات، باید، طراحی و ساخت کاتالیزورهای نانوذرات با ویژگی‌های مناسب و با در نظر گرفتن اثر تونلینگ در طراحی توجه شود.
به‌طور کلی، اثر تونلینگ در کاتالیزورهای نانوذرات یکی از عواملی است که به بهبود عملکرد واکنش‌های شیمیایی و افزایش کارایی سیستم کاتالیز کمک می‌کند. با استفاده از این اثر، می‌توان به طراحی کاتالیزورهای پیشرفته‌تر و بهبود فرایندهای شیمیایی دست یافت.
ترکیب اثر تونلینگ در کاتالیزورهای نانوذرات به صورت مشترک با سایر ویژگی‌ها و عوامل کاتالیزوری مورد استفاده قرار می‌گیرد. به عبارت دیگر، کاتالیزورهای نانوذرات معمولاً شامل یک ماتریس نانوذراتی هستند که خود به عنوان یک کاتالیزور عمل می‌کند، و اثر تونلینگ در این ماتریس نانوذراتی مشاهده می‌شود.
به عنوان مثال، می‌توان یک کاتالیزور نانوذراتی با استفاده از فلزهای مختلف مانند پالادیم (Pd)، پلاتین (Pt)، نقره (Ag) و غیره تهیه کرد. این نانوذرات فلزی به عنوان ماتریس کاتالیزور عمل می‌کنند و توانایی تونلینگ ذرات را بهبود می‌بخشند. انتخاب فلز مورد استفاده در کاتالیزور و ویژگی‌های نانوذرات آن می‌تواند به‌طور مستقیم بر عملکرد کاتالیزور و اثر تونلینگ تأثیر بگذارد.
علاوه بر فلزات، می‌توان از مواد نیمه‌رسانا نانوذراتی نیز در ساخت کاتالیزورهای نانوذرات با اثر تونلینگ استفاده کرد. به عنوان مثال، نانوذرات سیلیکا، اکسید روتنیم (RuO2) و اکسید تیتانیوم (TiO2) می‌توانند به عنوان ماتریس کاتالیزوری عمل کنند و اثر تونلینگ را در واکنش‌های شیمیایی بهبود ببخشند.
ترکیب اثر تونلینگ با سایر ویژگی‌ها مانند سطح فعال بالا، ساختار نانومتری، جرم مولکولی کم و روش‌های پایش و کنترل دقیق واکنش‌ها می‌تواند به بهبود عملکرد کاتالیزورهای نانوذرات کمک کند و از طریق افزایش کارایی واکنش‌های شیمیایی، کاهش هدررفت انرژی و بهبود انتخاب‌پذیری واکنش‌ها، اثر بخشیدن به فرایندهای شیمیایی مورد نظر باشد.
با توجه به بحث‌های انجام شده تاکنون، می‌توان به نتیجه‌گیری‌های زیر دست یافت:
- اثر تونلینگ یک پدیده کوانتومی است که به ذرات اجازه می‌دهد تا به‌طور کوانتومی از باریکه‌ها و حفره‌های پتانسیلی عبور کنند.
- برای تولید اثر تونلینگ در فرایندها، می‌توان از روش‌های مختلفی استفاده کرد از جمله استفاده از نانوذرات کوچک، ساختارهای نانومتری، تکنولوژی نانوالکترونیک، تغییر شرایط آزمایشگاهی و تغییر پتانسیل الکتریکی.
- روش‌های دیگری نیز برای تولید اثر تونلینگ وجود دارد از جمله استفاده از نور، میدان‌های الکتریکی یا مغناطیسی و ترکیبی از فازهای مختلف.
- انتخاب روش مناسب برای تولید اثر تونلینگ بستگی به شرایط خاص و هدف مورد نظر دارد.

استفاده از اثر تونلینگ در فرایندهای مختلف از جمله شیمی، الکترونیک، فیزیک و نانوتکنولوژی می‌تواند به کاربردهای متنوعی منجر شود و باعث پیشرفت در زمینه‌های مختلف علمی و فناوری شود.
با انتخاب پارامترهای مناسب برای مانع پتانسیلی و کنترل فرایند رشد، می‌توان نانوذرات با شکل‌ها و اندازه‌های دلخواه را تولید کرد.